# Jean-Baptiste Gourion
Jean-Baptiste Gourion, O.S.B. (24 de outubro de 1934 - 23 de junho de 2005) foi um monge católico francês beneditino e bispo auxiliar de Jerusalém de 2003 até sua morte em 2005.

## Biografia
Nascido Jean-Louis Gourion em Oran, Argélia, em uma família judia, quando a Argélia era uma colônia francesa. Após o ensino médio em sua cidade natal, foi estudar Ciências da Natureza e Medicina na Universidade de Paris; ele não terminou seus estudos, se alistando no exército francês durante a guerra da Argélia.
Gourion converteu-se do judaísmo à Igreja Católica, sendo batizado na Páscoa de 1958, na Abadia de Notre-Dame du Bec. Em 30 de julho de 1961, entrou para a Abadia de Bec, fazendo os votos simples em 8 de dezembro de 1962, os votos solenes em 12 de dezembro de 1965 e ordenado sacerdote em 29 de junho de 1967. Tomou o nome de Irmão Jean-Baptiste.
Diante do pedido do Cônsul Geral Francês em Israel à sua comunidade, Padre Gourion foi enviado para Israel em 1976 com dois outros monges a fim de reconstruir o antigo mosteiro em Abu Gosh, da qual foi nomeado superior até 1987, quando se tornou seu prior. Ele foi reeleito em 1993 e 1997. Quando o priorado foi elevado à categoria de Abadia, o Padre Gourion foi eleito primeiro Abade, recebendo a bênção do Patriarca Latino de Jerusalém em 11 de julho de 1999. Em 1990, o Patriarca o nomeou vigário episcopal e presidente da Obra Saint-Jacques Apôtre, responsável pelo cuidado pastoral dos católicos hebreus, sendo reeleito em 1992 e 1998. Em 29 de outubro de 2002, Gourion recebeu o Prêmio de Amizade Judaico-Cristã da França no Knesset, a convite de seu presidente, Abraham Burg.
Em 14 de agosto de 2003, Gourion foi nomeado Bispo Auxiliar do Patriarcado Latino de Jerusalém pelo Papa João Paulo II e para a sede titular de Lida. Foi ordenado bispo em 9 de novembro do mesmo ano, na Igreja de Nossa Senhora, Arca da Aliança em Kiryat Yearim, pelo Patriarca Michel Sabbah, tendo como principais co-consagradores Roger Marie Élie Etchegaray, Cardeal-Bispo de Porto-Santa Rufina, e Pietro Sambi, Núncio Apostólico em Israel.
A Igreja Católica o reconheceu como sendo o primeiro católico hebreu nomeado desde 135 d.C. como nomeado Bispo de Jerusalém. Sua missão incluía principalmente o cuidado das necessidades espirituais dos católicos hebreus.
Ele morreu em 23 de junho de 2005 e foi sepultado na Abadia de Abu Gosh.